# Barragem de Bouçoais-Sonim
A barragem de Bouçoais-Sonim localiza-se nos concelhos de Mirandela, distrito de Bragança e Valpaços, distrito de Vila Real, Portugal. Situa-se no rio Rabaçal. A barragem entrou em funcionamento em 2004.

## Barragem
É uma barragem de gravidade em betão. Possui uma altura de 43 m acima da fundação e um comprimento de coroamento de 87 m. O volume de betão é de 19.500 m³. Possui uma capacidade de descarga máxima de 1.000 m³/s.

## Albufeira
A albufeira da barragem apresenta uma superfície inundável ao NPA (Nível Pleno de Armazenamento) de 1,53 hectares e tem uma capacidade total de 1,365 hm³. As cotas de água na albufeira são: NPA de 334 metros, NMC (Nível Máximo de Cheia) de 340 metros e NME (Nível Mínimo de Exploração) de 332 metros.

## Central hidroeléctrica
A central hidroeléctrica é constituída por 2 grupos Francis com uma potência total instalada de 10 MW. A energia produzida em média por ano é de 30 GWh.